# MarShon Brooks
MarShon Scitif Brooks (ur. 26 stycznia 1989 w Long Branch) – amerykański koszykarz, występujący na pozycji rzucającego obrońcy, obecnie zawodnik Guandong Tigers.
Karierę koszykarską rozpoczął podczas studiów na koledżu Providence. Po ukończeniu nauki zgłosił się do draftu NBA 2011, w którym to został wybrany z numerem 25 przez Boston Celtics. Niedługo później trafił do New Jersey Nets. Wziął udział w meczu Rising Stars Challenge, jako zawodnik drużyny Charlesa Barkleya. Po debiutanckim sezonie, w którym zdobywał średnio 12,6 punktu na mecz, został wybrany do drugiej piątki pierwszoroczniaków w NBA. 3 kwietnia 2013, w swoim pierwszym meczu w wyjściowym składzie w sezonie 2012/13, zdobył 27 punktów, co jest jego rekordem kariery.
12 lipca 2013 Brooks, wraz z czterema innymi zawodnikami i trzema wyborami w przyszłych draftach, został oddany do Boston Celtics w ramach wymiany, w której Nets pozyskali Kevina Garnetta, Paula Pierce i Jasona Terry’ego.
15 stycznia 2014, po rozegraniu zaledwie 10 meczów w barwach Celtics, Brooks w ramach wymiany między Bostonem, Miami Heat i Golden State Warriors, trafił do drużyny z Kalifornii.
19 lutego 2014, został wymieniony, wraz z Kentem Bazemorem do Los Angeles Lakers w zamian za Steve’a Blake’a.
8 sierpnia 2014 podpisał roczny kontrakt z Olimpią Milano. 10 sierpnia 2017 przedłużył umowę z chińskim Jiangsu Dragons.
27 marca 2018 został zawodnikiem Memphis Grizzlies. 3 stycznia 2019 trafił w wyniku wymiany do Chicago Bulls. 4 dni później został zwolniony bez rozegrania ani jednego spotkania. 19 lutego dołączył do chińskiego Guandong Tigers.

## Osiągnięcia
Stan na 8 stycznia 2019, na podstawie, o ile nie zaznaczono inaczej.
NCAA
- Zaliczony do:
  - III składu All-American (2011 przez Associated Press)
  - I składu konferencji Big East (2011)
- Lider strzelców Big East (2011)[17]

NBA
- Zaliczony do II składu debiutantów NBA (2012)[18]
- Uczestnik Rising Stars Challenge (2012)

Drużynowe
- Brąz mistrzostw Włoch (2015)
- Finalista:
  - pucharu Włoch (2015)
  - superpucharu Włoch (2014)
- Uczestnik rozgrywek TOP16 Euroligi (2015)

Indywidualne
(* – nagrody przyznane przez portal Asia-Basket.com)
- Uczestnik meczu gwiazd chińskiej ligi CBA (2017)[10]
- Zaliczony do:
  - składu najlepszych zawodników zagranicznych chińskiej ligi CBA (2017)*
  - III składu CBA (2016, 2017)*